# بطولة العالم لسباقات فورمولا 1 موسم 1974
بطولة العالم لسباقات فورمولا 1 موسم 1974 عقدت في سنة 1974 م، وفاز بها ايمرسون فيتيبالدي (بالإنجليزية: Emerson Fittipaldi)‏ من فريق ماكلارين (بالإنجليزية: McLaren)‏ بسيارته الكوزوورث (فورد). ايمرسون فيتيبالدي الذي بدأ السباق في الخط رقم 2 حصل على أفضل توقيت في الجولة 0 من السباق في أسرع لفة له. هذا السائق في المجموع حصد 55 نقطة.

## الوصلات الخارجية
- الموقع الرسمي للفورمولا 1